# Wide Awake in America
Wide Awake in America – składające się z czterech utworów EP rockowej grupy U2. Zostało wydane w 1985 roku. Album to kombinacja dwóch utworów wykonanych na żywo oraz dwóch piosenek, które wcześniej były dostępne wyłącznie w Japonii i Wielkiej Brytanii.
Początkowo EP było możliwe do nabycia tylko w Ameryce Północnej i Japonii, jednak sprzedaż była tak wysoka, że w 1990 roku album doczekał się międzynarodowej reedycji.

## Informacje o utworach
"Bad" był utworem nagranym na żywo w National Exhibition Centre, w Birmingham, w Wielkiej Brytanii, 12 listopada 1984 roku, w trakcie koncertu będącego częścią trasy Unforgettable Fire Tour. Producentem piosenki było U2.
"A Sort of Homecoming" był utworem nagranym na żywo w Wembley Arena, w Londynie, w Wielkiej Brytanii, 15 listopada 1984 roku. Producentem piosenki był Tony Visconti.
"The Three Sunrises" oprócz tego EP utwór można było również znaleźć na limitowanej edycji kompilacyjnego albumu grupy, The Best of 1980-1990. Producentem piosenki był zespół, Brian Eno oraz Daniel Lanois.
"Love Comes Tumbling" oprócz tego EP, o nieco zmienionym początku można było również znaleźć na albumie The Best of 1980-1990. Producentem piosenki było U2.
Wszystkie piosenki, z wyjątkiem utworu "Bad", oryginalnie znalazły się na singlu The Unforgettable Fire, wydanym w kwietniu 1985 roku poza granicami Stanów Zjednoczonych.

## Lista utworów
Muzyka została skomponowana przez U2, a autorem tekstów jest Bono.
1. "Bad" (live) – 7:59
2. "A Sort of Homecoming" (live) – 4:06
3. "The Three Sunrises" – 3:52
4. "Love Comes Tumbling" – 4:45

## Listy przebojów i sprzedaż

### Albumy
| Kraj            | Pozycja | Status  | Sprzedaż |
| --------------- | ------- | ------- | -------- |
| Kanada          |         | Platyna | 100,000+ |
| Wielka Brytania |         | Srebro  | 60,000+  |

| Rok  | Lista             | Pozycja |
| ---- | ----------------- | ------- |
| 1985 | The Billboard 200 | 37      |

### Single
| Rok  | Singel               | Lista                            | Pozycja |
| ---- | -------------------- | -------------------------------- | ------- |
| 1985 | "The Three Sunrises" | Billboard Mainstream Rock Tracks | 16      |

## Członkowie
- Bono – wokal
- The Edge – gitara, instrumenty klawiszowe, wokal
- Adam Clayton – gitara basowa
- Larry Mullen, Jr. – perkusja